# Konstantin Nikolajewitsch de Rochefort

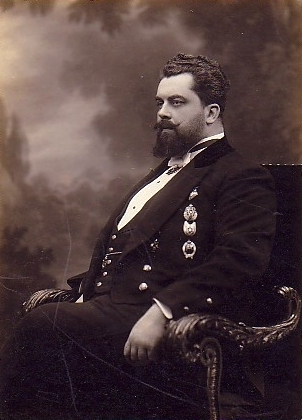
Konstantin Nikolajewitsch de Rochefort

Konstantin Nikolajewitsch de Rochefort (russisch Константин Николаевич де Рошфор; * 26. Augustjul. / 7. September 1875greg. in Tula; † 31. Januar 1961 in Paris) war ein russischer Architekt.

## Leben
Rochefort, Sohn des Architekten Nicolas de Rochefort, absolvierte das Erste Kadettenkorps in St. Petersburg (Abschluss 1895) und das St. Petersburger Institut für Zivilingenieure (Abschluss 1900). Darauf diente er im Ministerium für Landwirtschaft und Staatsbesitz. Später war er Architekt der St. Petersburger Stadtregierung und der Taubstummenschule.
Bereits vor und während seines Studiums hatte Rochefort seinem Vater beim Bau des Palasts in Białowieża (1889–1894) für Alexander III. und 1895 in St. Petersburg beim Umbau des 1853–1861 von dem Eklektizismus-Architekten Andrei Iwanowitsch Stackenschneider gebauten Nikolai-Palasts, in dem nun das Xenija-Alexandrowna-Institut für Frauen untergebracht wurde, geholfen. Diese Arbeiten galten als erste Beispiele der auf dem Jugendstil basierenden Moskauer Moderne. Darauf baute Rochefort 12 Mietshäuser im Stil der Moskauer Moderne. Ein Haus mit Elementen des Neoklassizismus sanierte er.
1905–1907 baute Rochefort zusammen mit Wladimir Alexandrowitsch Lipski in St. Petersburg an der Roten Brücke über die Moika das erste russische mehrstöckige Kaufhaus für das Textilien-Handelshaus S. Esders und K. Scheefals. Das Haus war ein Stahlskelettbau und galt als klarer Vertreter der Moderne. 1911 schrieb Rochefort den Nekrolog für Lipski in der Architekten-Zeitschrift Sodtschi Nr. 35. Für M. F. Trifachin baute er 1910–1911 ein Mietshaus an der Karpowka, in dem das Zentralkomitee der KPdSU die Oktoberrevolution beschloss. 1911–1912 baute er für W. P. Lichatschew ein Mietshaus am Gribojedow-Kanal und ein eigenes Mietshaus (Mytninskaja Uliza 24, 9. Sowjetskaja Uliza 39), in dem die sozialdemokratische Fraktion der Vierten Staatsduma tagte (1912–1917). Rochefort war Ältester der Peter-und-Paul-Kirche in Sestrorezk.
Nach der Oktoberrevolution emigrierte Rochefort 1921 nach Frankreich und wohnte in Paris bei seinem Vetter Maurice de Broglie. Er arbeitete weiter als Architekt und baute für seinen Vetter ein Laboratorium. 1923 gründete er mit anderen die Gemeinde der Alexander-Newski-Kathedrale in Paris. 1929 trat er in den Verein für die Anerkennung Russlands ein, in deren Zeitschrift er 1934 einen Artikel über den Einfluss der altrussischen Architektur des Nordens auf die Entwicklung der russischen Architektur veröffentlichte. 1935 wurde er Mitglied der Union der Förderer des Gedenkens Kaiser Nikolaus II. Er veröffentlichte in russischen Emigrantenzeitschriften und in Russkaja Mysl. Er war Vorsitzender und später Ehrenvorsitzender der Gesellschaft der Alumni des Ersten Kadettenkorps. Er befasste sich mit der Geschichte des Ersten Kadettenkorps, hielt Vorträge und stellte eine Bibliothek mit Materialien zusammen, die er dem Haus des Weißen Kriegers in Paris übergab. Er veröffentlichte Artikel über die Geschichte des Ersten Kadettenkorps und deren Absolventen, so über Alexander Petrowitsch Sumarokow (1931).
Rochefort war verheiratete mit der Schwester seines Kollegen Lipski Anna Alexandrowna Lipska (1877–1960). Ihr erstes Kind starb im ersten Jahr. Es folgten Nikolai (1902–1964), Alexander (1905–1954), der die École des Ponts ParisTech absolvierte und im Zweiten Weltkrieg als Offizier der französischen Armee das Croix de guerre erhielt, und Konstantin (1908–1983).
Rochefort wurde auf dem Pariser Cimetière de Montmartre begraben.
1995 gab es in St. Petersburg eine Ausstellung zur Architektur Nicolas und Konstantin de Rocheforts.

## Werke

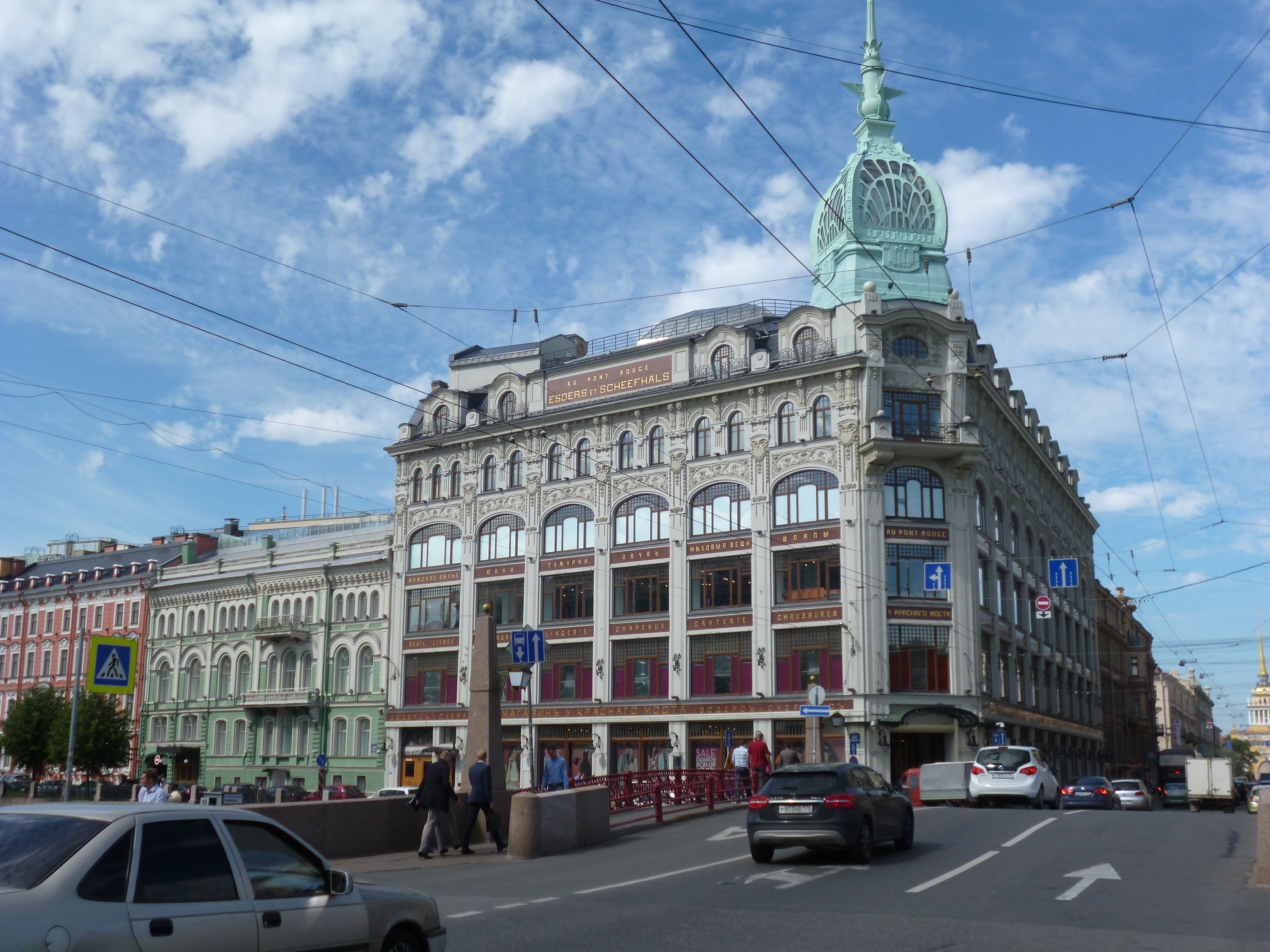
Kaufhaus S. Esders & K. Scheefals, Nabereschnaja Reki Moiki 73/15, St. Petersburg
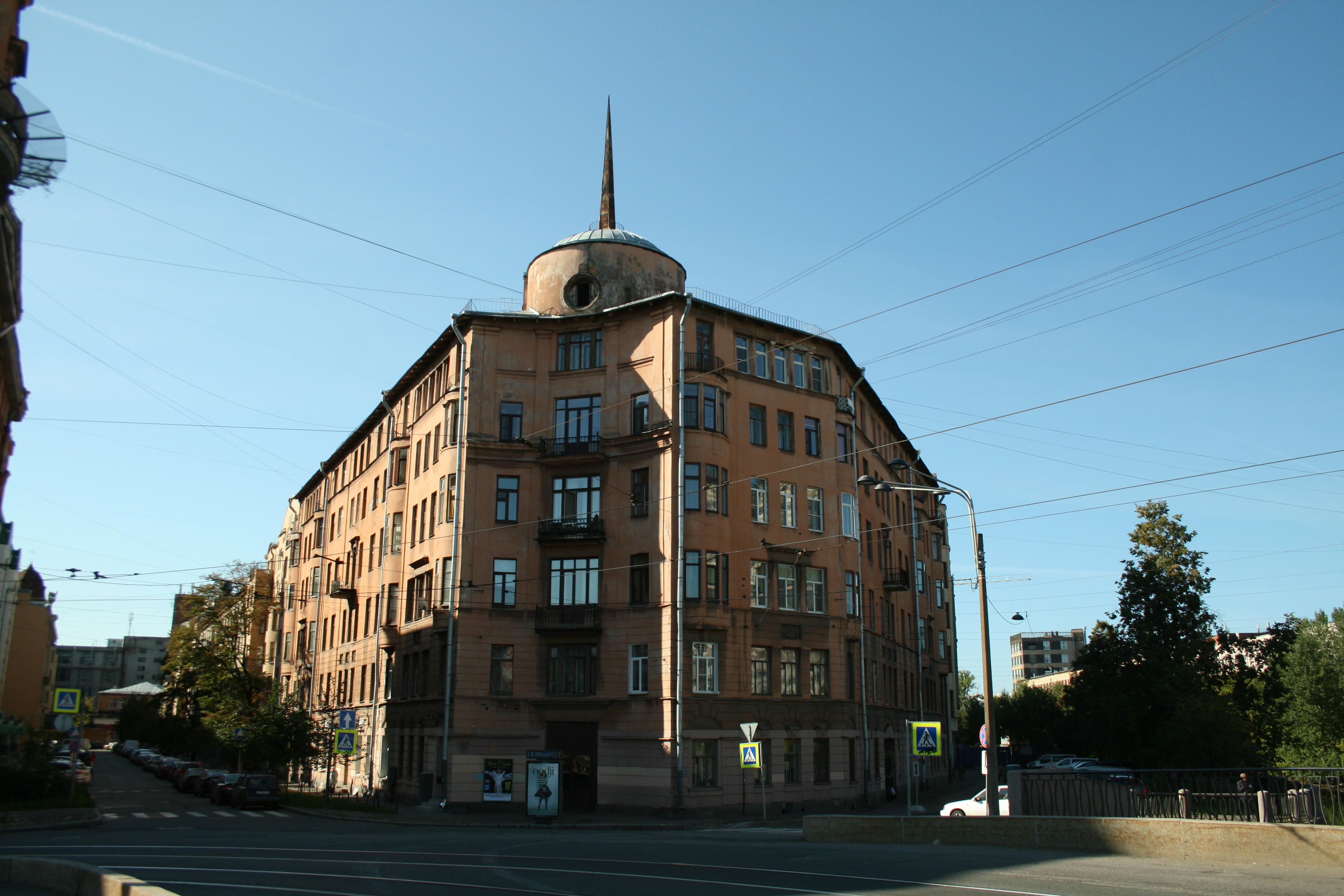
M.-F.-Trifachin-Mietshaus, Nabereschnaja Reki Karpowki 32, St. Petersburg
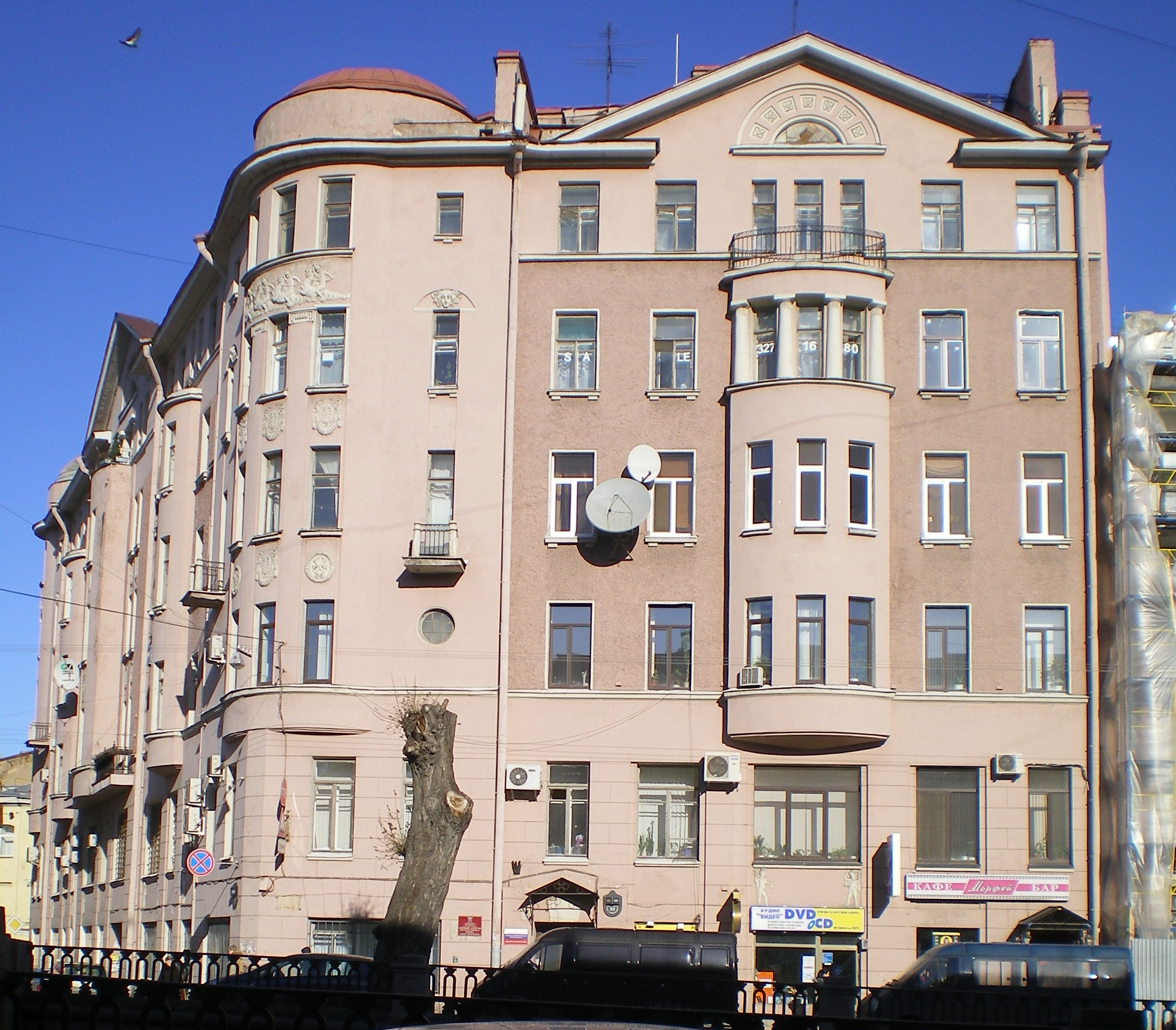
W.-P.-Lichatschew-Mietshaus, Nabereschnaja Kanala Gribojedowa 83, St. Petersburg
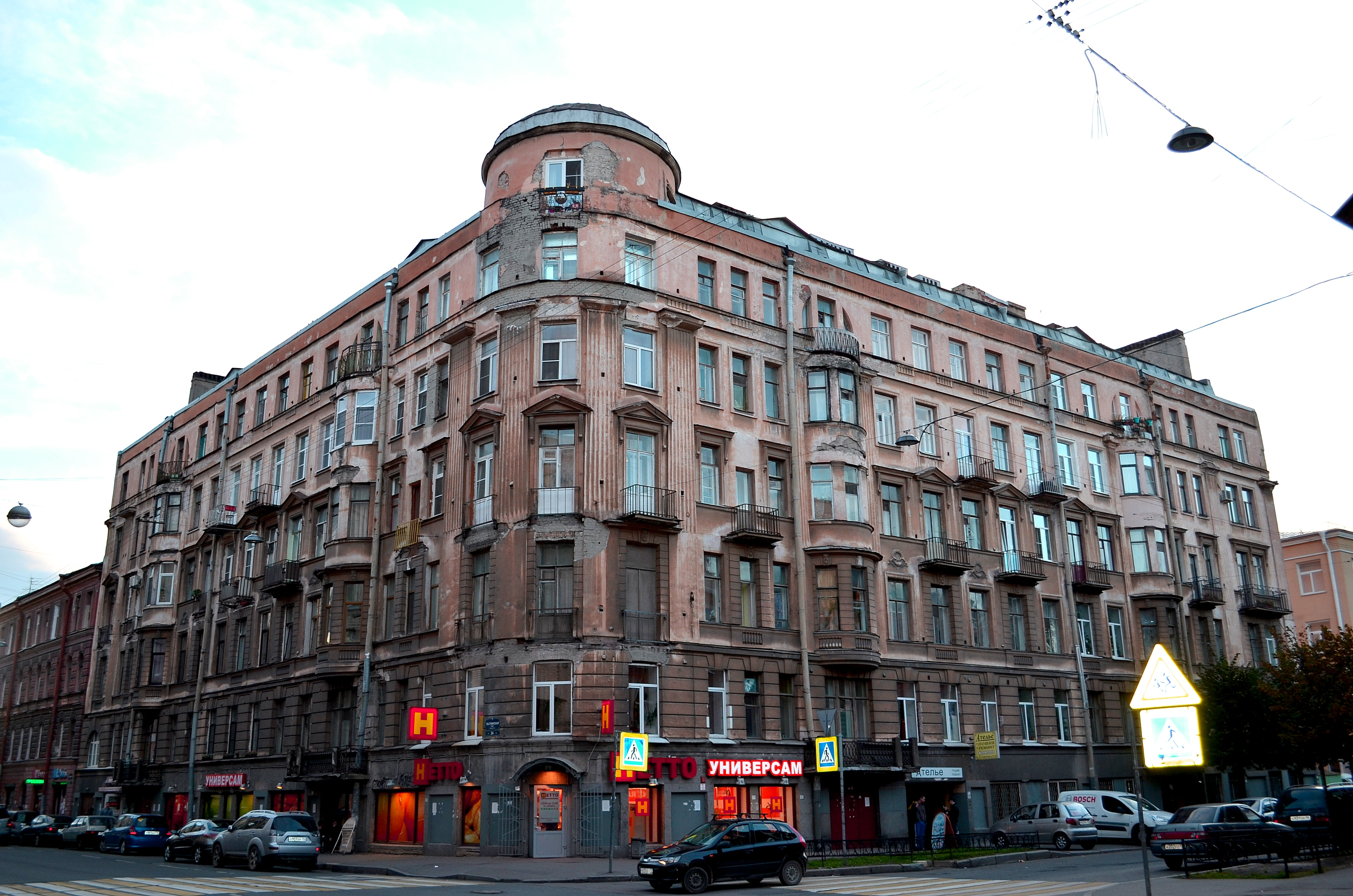
A.-A.-de-Rochefort-Mietshaus, Mytninskaja Uliza 24, 9. Sowjetskaja Uliza 39, St. Petersburg